# Таланти і шанувальники
«Таланти і шанувальники» — п'єса на чотири дії Олександра Островського. Написана 1881 року.